# Свиненоса отровница
Свиненоса отровница (Porthidium nasutum) е вид змия от семейство Отровници (Viperidae). Видът не е застрашен от изчезване.

## Разпространение и местообитание
Разпространен е в Белиз, Гватемала, Еквадор, Колумбия, Коста Рика, Мексико, Никарагуа, Панама и Хондурас.
Обитава гористи местности, планини, възвишения, крайбрежия и плажове.

## Описание
Популацията на вида е стабилна.